# O Manual do Amor
O Manual do Amor é o segundo álbum do cantor português Ricardo Azevedo. Lançado pela Universal Music Portugal, foi produzido pelo veterano produtor Mário Barreiros. Três canções deste álbum deram origem a singles: "O Beijo" (O Lado Mais Puro), "Somos Dois Espaços" e "Luz Fraca". Todas as canções são mais uma vez da autoria de Ricardo Azevedo.

## Faixas
O álbum é constituído por 12 faixas:
1. "Três Tentativas" (03:42)
2. "O Beijo" ("O Lado Mais Puro") (3:49)
3. "Somos Dois Espaços" (04:47)
4. "Luz Fraca "(02:43)
5. "Na Guerra e na Paz" (04:06)
6. "Soma de Mim" (03:41)
7. "Mundo Maior" (03:12)
8. "O Dia Não Está Fácil" (02:40)
9. "A Lua Comigo" (03:16)
10. "Rua 320" (02:39)
11. "Vender a Alma" (03:20)
12. "O Manual do Amor" (03:50)